# Sinn Féin
Sinn Féin (pronunciado [ʃɪnʲ fʲeːnʲ]; del irlandés Nosotros o Nosotros mismos; y no como en ocasiones se traduce de forma incorrecta, Nosotros solos) es un partido político irlandés de ideología izquierdista, activo tanto en la República de Irlanda como en Irlanda del Norte, siendo este último territorio, perteneciente al Reino Unido.
La organización original de Sinn Féin fue fundada en 1905 por Arthur Griffith, pero desde entonces se ha dividido sustancialmente en varias ocasiones, especialmente dando lugar a los dos partidos tradicionalmente dominantes de la política de la República de Irlanda: Fianna Fáil y Fine Gael, a raíz de la guerra civil irlandesa. El partido tomó su forma actual en 1970 después de otra división (con la otra facción finalmente convirtiéndose en el Partido de los Trabajadores de Irlanda). Históricamente se ha asociado con el Ejército Republicano Irlandés Provisional (IRA). Mary Lou McDonald se convirtió en presidenta del partido en febrero de 2018.
El Sinn Féin es uno de los dos partidos más grandes de la Asamblea de Irlanda del Norte, ganando solo un escaño menos que el Partido Unionista Democrático (DUP) en las elecciones parlamentarias de Irlanda del Norte de 2017. En esa asamblea, es el mayor partido nacionalista irlandés y tiene cuatro puestos ministeriales en el Ejecutivo de Irlanda del Norte para compartir el poder a partir de 2020. En la Cámara de los Comunes del Reino Unido, el Sinn Féin tiene siete de los 18 escaños de Irlanda del Norte, lo que lo convierte en el bloque más grande; allí sigue una política de abstencionismo, negándose a sentarse en el parlamento o votar proyectos de ley. En el Oireachtas (el parlamento de la República de Irlanda), el Sinn Féin ganó la mayor parte de los votos de primera preferencia en las elecciones generales de Irlanda de 2020.
Aunque la reunificación de Irlanda sigue siendo un objetivo fundamental a largo plazo del Sinn Féin, las cuestiones económicas y sociales son ahora el centro de las campañas del partido. En cuestiones relacionadas con los derechos de la mujer y los derechos de los homosexuales, el Sinn Féin es más progresista que sus rivales unionistas en Irlanda del Norte, a pesar de su tradición católica.

## Nombre
La frase «Sinn Féin» significa en irlandés «nosotros» o «nosotros mismos», aunque a menudo se traduce erróneamente como «nosotros solos» (de Sinn Féin Amháin, una consigna de principios del siglo XX). El nombre es una afirmación de la soberanía nacional irlandesa y la autodeterminación; es decir, el pueblo irlandés se gobierna a sí mismo, en lugar de ser parte de una unión política con Gran Bretaña (Inglaterra, Escocia y Gales) bajo el Parlamento de Westminster.
Una división en enero de 1970, que refleja una división en el IRA, condujo a la aparición de dos grupos que se autodenominan Sinn Féin. Uno, bajo el liderazgo continuo de Tomás Mac Giolla, se hizo conocido como «Sinn Féin (Gardiner Place)» o «Sinn Féin oficial»; el otro, dirigido por Ruairí Ó Brádaigh, se hizo conocido como «Sinn Féin (Kevin Street)» o «Sinn Féin provisional». A medida que los funcionarios dejaron de mencionar al Sinn Féin en 1982, en lugar de llamarse Partido de los Trabajadores de Irlanda, el término «Sinn Féin provisional» dejó de usarse, y el partido ahora se conoce simplemente como Sinn Féin.
Los miembros del Sinn Féin se han referido coloquialmente como Shinners, un término peyorativo (sinners en inglés significa «pecadores»).

## Historia

### 1905–1922

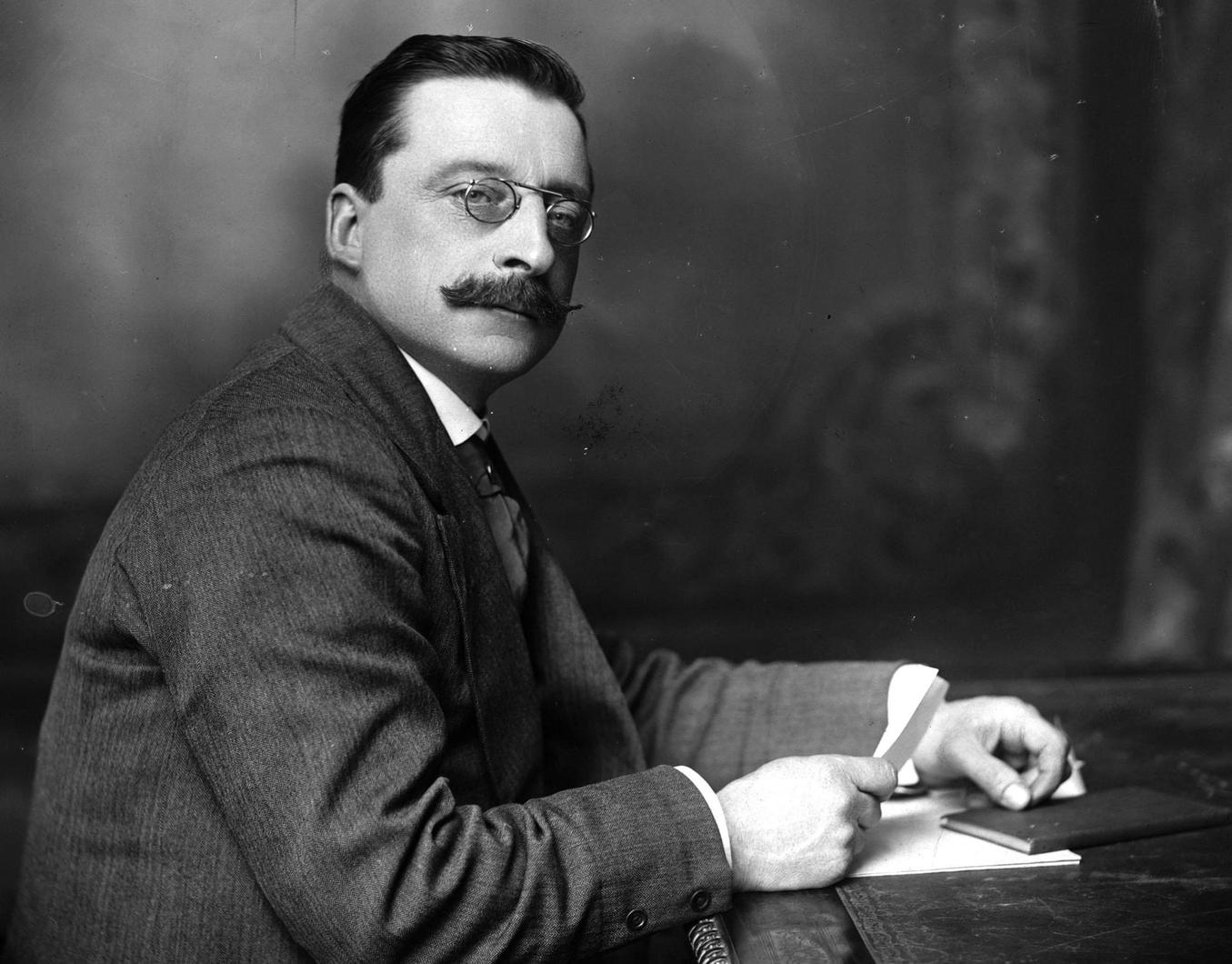
Arthur Griffith, fundador del Sinn Féin en 1905.

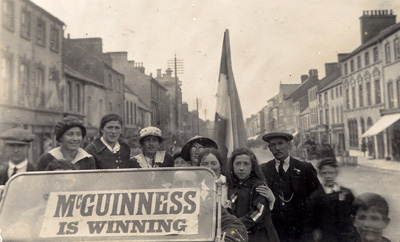
El coche de campaña de Joseph McGuinness, quien ganó las elecciones parciales de South Longford en 1917 mientras estaba encarcelado. Fue uno de los primeros miembros del Sinn Féin en ser elegido. En 1921 se puso del lado de Michael Collins en el debate del Tratado.

El Sinn Féin se fundó el 28 de noviembre de 1905, cuando, en la primera Convención anual del Consejo Nacional, Arthur Griffith describió la política de Sinn Féin en "establecer en la capital de Irlanda una legislatura nacional dotada de la autoridad moral de la nación irlandesa". El partido impugnó las elecciones parciales de Leitrim del norte de 1908, donde obtuvo el 27 % de los votos. A partir de entonces, tanto el apoyo como la membresía disminuyeron. En la Ard Fheis (conferencia del partido) de 1910, la asistencia fue escasa y hubo dificultades para encontrar miembros dispuestos a tomar asiento en el ejecutivo.
En 1914 los miembros del Sinn Féin, incluido Griffith, se unieron a los Voluntarios Irlandeses anti-Redmond, a los que los redmondistas y otros se refirieron como los "Voluntarios del Sinn Féin". Aunque el propio Griffith no participó en el Levantamiento de Pascua de 1916, muchos miembros del Sinn Féin sí lo hicieron, ya que también eran miembros de los Voluntarios y de la Hermandad Republicana Irlandesa. El gobierno y los periódicos británicos denominaron el alzamiento "the Sinn Féin Rising" (el alzamiento del Sinn Féin). Después del Alzamiento, los republicanos se unieron bajo la bandera del Sinn Féin y de la Ard Fheis de 1917 el partido se comprometió por primera vez al establecimiento de una República Irlandesa. En las elecciones generales de 1918, el Sinn Féin ganó 73 de los 105 escaños de Irlanda, y en enero de 1919, sus parlamentarios se reunieron en Dublín y se proclamaron el Dáil Éireann, el parlamento irlandés. El partido apoyó al Ejército Republicano Irlandés durante la guerra de la independencia, y los miembros del gobierno del Dáil negociaron el Tratado anglo-irlandés con el gobierno británico en 1921. En los debates del Dáil que siguieron, el partido se dividió sobre el Tratado. Los miembros anti-tratado liderados por Éamon de Valera se marcharon, y los miembros pro y anti-tratado tomaron lados opuestos en la guerra civil que siguió.

### 1923–1970
Los diputados del Dáil y otros partidarios del Tratado formaron un nuevo partido, Cumann na nGaedheal, el 27 de abril de 1923 en una reunión en Dublín, donde los delegados acordaron una constitución y un programa político. El Cumann na nGaedheal gobernó el nuevo Estado Libre Irlandés durante nueve años (se fusionó con otras dos organizaciones para formar Fine Gael en 1933). Los miembros del Sinn Féin anti-tratado continuaron boicoteando el Dáil. En un Ard Fheis especial en marzo de 1926, de Valera propuso que se permitiera a los miembros elegidos ocupar sus escaños en el Dáil siempre y cuando se eliminara el controvertido Juramento de lealtad. Cuando su moción fue derrotada, de Valera renunció al Sinn Féin; el 16 de mayo de 1926, fundó su propio partido, Fianna Fáil, que se dedicaba a republicar el Estado Libre desde sus estructuras políticas. Se llevó la mayoría de los Teachta Dála (TD) del Sinn Féin con él. La renuncia de Valera también significó la pérdida del apoyo financiero de Estados Unidos. El partido grupal Sinn Féin no pudo presentar más de quince candidatos y ganó solo seis escaños en las elecciones generales de junio de 1927, un nivel de apoyo que no se había visto desde antes de 1916. La vicepresidenta y líder de facto Mary MacSwiney anunció que el partido simplemente lo hizo no tiene los fondos para disputar la segunda elección convocada ese año, declarando que "ningún verdadero ciudadano irlandés puede votar por ninguno de los otros partidos". El Fianna Fáil llegó al poder en las elecciones generales de 1932 (para comenzar lo que sería un mandato ininterrumpido de 16 años en el gobierno) y luego dominó durante mucho tiempo la política en el estado irlandés independiente.
Un intento en la década de 1940 de acceder a fondos que habían sido puestos al cuidado del Tribunal Superior condujo al caso Sinn Féin Funds, que la parte perdió y en el que el juez dictaminó que no era el sucesor legal del Sinn Féin de 1917. En las elecciones generales del Reino Unido de 1955, dos candidatos del Sinn Féin fueron elegidos para Westminster, pero el voto del partido disminuyó en las siguientes elecciones en 1959, durante la Campaña Fronteriza del IRA. A lo largo de la década de 1960, algunas de las principales figuras del movimiento, como Cathal Goulding, Sean Garland, Liam McMillen o Tomas MacGiolla se movieron constantemente hacia la izquierda, incluso hacia el marxismo, como resultado de su propia lectura y pensamiento y contactos con los irlandeses y la izquierda internacional. Esto enfureció a los republicanos más tradicionales, que querían atenerse a la cuestión nacional y la lucha armada. La Comisión Garland se creó en 1967 para investigar la posibilidad de acabar con el abstencionismo. Su informe enfureció al elemento republicano tradicional ya descontento dentro del partido, en particular a Seán Mac Stíofáin y Ruairí Ó Brádaigh, quienes vieron esa política como una traición contra la República de Irlanda.

### 1970–1975
El partido Sinn Féin se dividió en dos a principios de 1970. En el Ard Fheis del partido, el 11 de enero, la propuesta de terminar con el abstencionismo y tomar los escaños, si es elegido, en el Dáil, el Parlamento de Irlanda del Norte y el Parlamento del Reino Unido fue puesto antes que los miembros. Una moción similar había sido adoptada en una convención del IRA el mes anterior, lo que llevó a la formación de un Consejo Provisional del Ejército por parte de Mac Stíofáin y otros miembros opuestos al liderazgo. Cuando se presentó la moción al Ard Fheis, no logró la mayoría necesaria de dos tercios. El Ejecutivo intentó eludir esto mediante la presentación de una moción en apoyo de la política del IRA, momento en el cual los delegados disidentes abandonaron la reunión. Estos miembros se volvieron a reunir en otro lugar, nombraron a un Ejecutivo interino y prometieron lealtad al Consejo Provisional del Ejército. El Ejecutivo Provisional se declaró opuesto al fin del abstencionismo, la deriva hacia "formas extremas de socialismo", el fracaso de la dirección para defender al pueblo nacionalista de Belfast durante los disturbios de Irlanda del Norte de 1969 y la expulsión de los republicanos tradicionales por parte de la dirección durante la década de 1960.
En su Ard Fheis de octubre de 1970, se informó a los delegados que se había celebrado una convención del IRA y que había regularizado su estructura, poniendo fin al período "provisional". Para entonces, sin embargo, los medios ya les habían aplicado la etiqueta "Provisional" o "Provo". El partido opositor, anti-abstencionista se hizo conocido como "Sinn Féin Oficial". Cambió su nombre en 1977 a "Sinn Féin - The Workers' Party" y en 1982 a Partido de los Trabajadores de Irlanda ("The Workers' Party").
Debido a que los "Provisionales" estaban comprometidos con la acción militar en lugar de la política, la membresía inicial de Sinn Féin se limitó en gran medida, en palabras de Danny Morrison, a hombres "mayores de edad militar o mujeres". Un organizador de Sinn Féin de la época en Belfast describió el papel del partido como "agitación y publicidad". Se establecieron nuevas cumainn (sucursales) en Belfast, y se publicó un nuevo periódico, Republican News. Sinn Féin despegó como un movimiento de protesta después de la introducción del internamiento en agosto de 1971, organizando marchas y piquetes. El partido lanzó su plataforma, Éire Nua ("una Nueva Irlanda") en el Ard Fheis de 1971. En general, sin embargo, el partido carecía de una filosofía política distinta. En palabras de Brian Feeney, "Ó Brádaigh usaría el Sinn Féin ard fheiseanna (conferencias del partido) para anunciar la política republicana, que era, en efecto, la política del IRA, a saber, que Gran Bretaña debería abandonar el Norte o que la 'guerra' continuaría". El Sinn Féin recibió una presencia concreta en la comunidad cuando el IRA declaró un alto el fuego en 1975. Se crearon 'centros de incidentes' para comunicar posibles enfrentamientos a las autoridades británicas. Fueron conducidos por el Sinn Féin, que había sido legalizado el año anterior por Merlyn Rees, Secretaria de Estado de Irlanda del Norte.

### 1976–1983
El estatus político de los prisioneros se convirtió en un problema después del final de la tregua. Rees liberó al último de los internos, pero presentó los tribunales Diplock y terminó el "Estatus de categoría especial" para todos los prisioneros condenados después del 1 de marzo de 1976. Esto condujo primero a una protesta de las mantas y luego a una dirty protest (protesta sucia). Casi al mismo tiempo, Gerry Adams comenzó a escribir para Republican News, pidiendo que el Sinn Féin se involucrara más políticamente. En los próximos años, Adams y aquellos alineados con él extenderían su influencia a lo largo del movimiento republicano y marginarían lentamente a Ó Brádaigh, parte de una tendencia general de poder tanto en el Sinn Féin como en el IRA que se desplaza hacia el norte y políticamente hacia posiciones más a la izquierda. En particular, la participación de Ó Brádaigh en el alto el fuego del IRA de 1975 había dañado su reputación a los ojos de los republicanos del Úlster.
La protesta de los prisioneros culminó con la huelga de hambre de 1981, durante la cual el huelguista Bobby Sands fue elegido miembro del Parlamento para Fermanagh y South Tyrone como candidato Anti H-Block. Después de su muerte en huelga de hambre, su escaño fue ocupado, con un mayor voto, por su agente electoral, Owen Carron. Otros dos candidatos anti-bloque H fueron elegidos para el Dáil Éireann en las elecciones generales en la República. Estos éxitos convencieron a los republicanos de que deberían disputar todas las elecciones. Danny Morrison expresó el estado de ánimo en el Ard Fheis de 1981 cuando dijo:
¿Quién aquí realmente cree que podemos ganar la guerra a través de las urnas? ¿Pero alguien aquí objetará si, con una papeleta electoral en esta mano y un Armalite en la otra, tomamos el poder en Irlanda?.
Este fue el origen de lo que se conoció como la estrategia Armalite y las urnas. El Éire Nua fue abandonado en 1982, y al año siguiente, Ó Brádaigh dejó el cargo de líder y fue reemplazado por Adams.

### 1983–1998

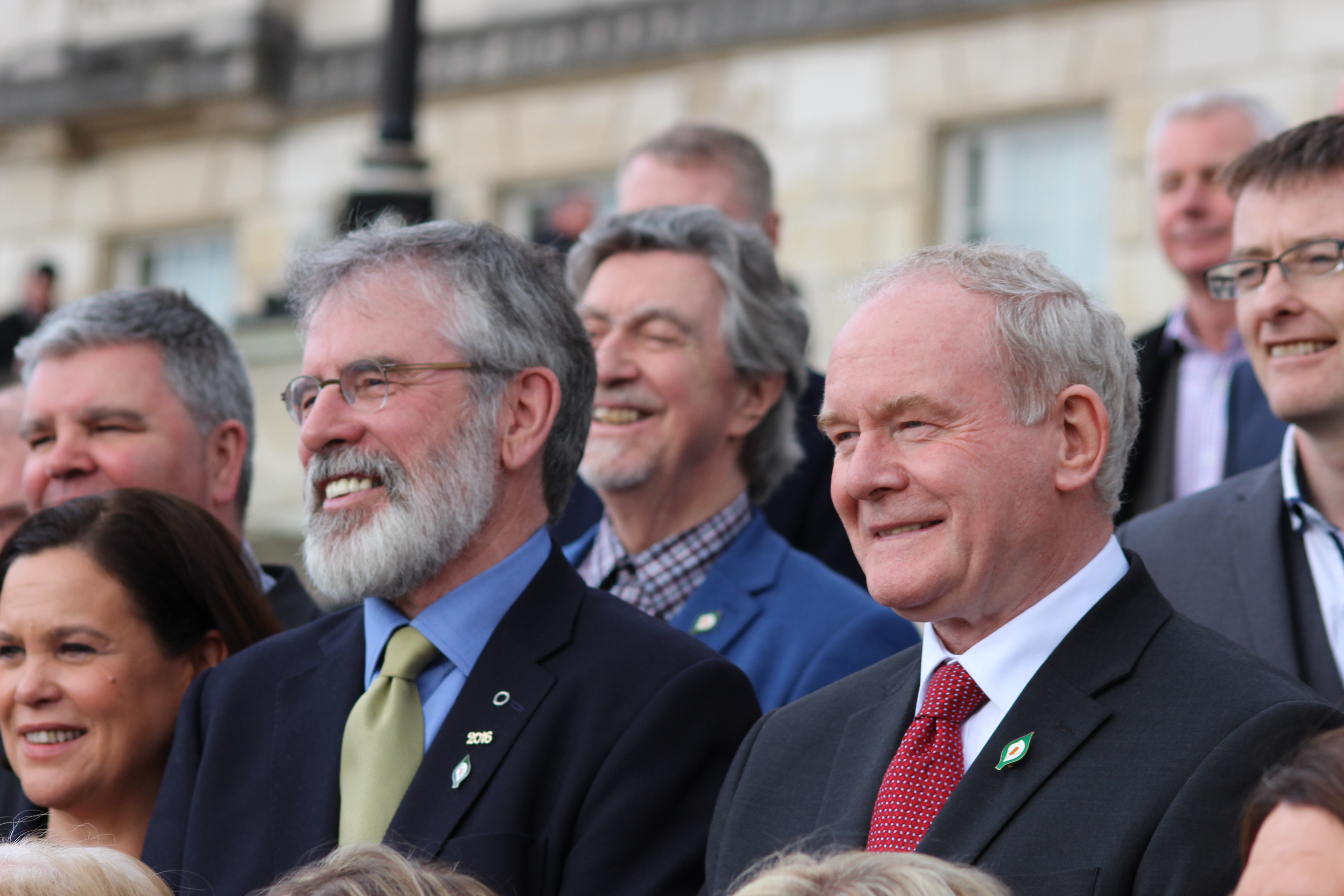
Bajo el liderazgo político de Gerry Adams y Martin McGuinness, el Sinn Féin adoptó una política reformista, que finalmente condujo al Acuerdo del Viernes Santo.

Bajo el liderazgo de Adams, la política electoral se hizo cada vez más importante. En 1983, Alex Maskey fue elegido para el Ayuntamiento de Belfast, el primer miembro del Sinn Féin que se sentó en ese cargo. El Sinn Féin obtuvo más de 100 000 votos en las elecciones de Westminster ese año y Adams ganó el escaño de West Belfast que había ocupado el Partido Socialdemócrata y Laborista (SDLP). En 1985 tenía cincuenta y nueve escaños en diecisiete de los veintiséis consejos de Irlanda del Norte, incluidos siete en el Ayuntamiento de Belfast.
El partido comenzó una revaluación de la política de abstención del Dáil. En 1983, Ard Fheis modificó la constitución para eliminar la prohibición de la discusión sobre el abstencionismo para permitir que el Sinn Féin presente un candidato en las próximas elecciones europeas. Sin embargo, en su discurso, Adams dijo: "Somos un partido abstencionista. No es mi intención abogar por un cambio en esta situación". Se permitió una moción para permitir la entrada al Dáil en el Ard Fheis de 1985, pero no contó con el apoyo activo de la dirección, y fracasó por poco. En octubre del año siguiente, una Convención del IRA había manifestado su apoyo a los elegidos Sinn Féin Teachtaí Dála (TDs) que toman sus escaños. Por lo tanto, cuando la moción para poner fin a la abstención fue presentada ante el Ard Fheis el 1 de noviembre de 1986, quedó claro que no habría una división en el IRA como lo había sido en 1970. La moción fue aprobada con una mayoría de dos tercios. Ó Brádaigh y otros veinte delegados salieron y se reunieron en un hotel de Dublín con cientos de simpatizantes para reorganizarse como el Sinn Féin Republicano.
Las negociaciones tentativas entre el Sinn Féin y el gobierno británico condujeron a discusiones más sustantivas con el SDLP en la década de 1990. Las negociaciones multipartidistas comenzaron en 1994 en Irlanda del Norte, sin el Sinn Féin. El IRA Provisional declaró un alto el fuego en el otoño de 1994. El Sinn Féin se unió a las conversaciones, pero el gobierno conservador bajo John Major pronto llegó a depender de los votos sindicalistas para permanecer en el poder. Suspendió al Sinn Féin de las conversaciones y comenzó a insistir en que el IRA desmantelara todas sus armas antes de que el Sinn Féin fuera readmitido en las conversaciones; esto llevó al IRA a suspender su alto el fuego. El nuevo gobierno laborista de Tony Blair no dependía de los votos sindicalistas y volvió a admitir a Sinn Féin, lo que condujo a otro alto el fuego permanente.
Las conversaciones condujeron al Acuerdo de Viernes Santo del 10 de abril de 1998 (oficialmente conocido como el Acuerdo de Belfast), que estableció un gobierno delegado inclusivo en el Norte, y alteró el reclamo constitucional del gobierno de Dublín a toda la isla en los Artículos 2 y 3 del Constitución de Irlanda. Los republicanos opuestos a la dirección tomada por el Sinn Féin en el proceso de paz formaron el Movimiento por la Soberanía de los 32 Condados a fines de la década de 1990.

### 1998–2017
El partido expulsó a Denis Donaldson, un funcionario del partido, en diciembre de 2005, y declaró públicamente que había sido empleado del Gobierno británico como agente desde la década de 1980. Donaldson dijo a los periodistas que las agencias de seguridad británicas que lo emplearon estaban detrás del colapso de la Asamblea y establecieron al Sinn Féin para que se responsabilizara de ello, un reclamo disputado por el Gobierno británico. Donaldson fue encontrado muerto a tiros en su casa en el condado de Donegal el 4 de abril de 2006 y se inició una investigación del asesinato. En abril de 2009, el IRA Real emitió un comunicado asumiendo la responsabilidad del asesinato.
Cuando el Sinn Féin y el Partido Unionista Democrático (DUP) se convirtieron en los partidos más grandes, según los términos del Acuerdo del Viernes Santo, no se pudo llegar a un acuerdo sin el apoyo de ambas partes. Casi llegaron a un acuerdo en noviembre de 2004, pero el DUP insistió en pruebas fotográficas y/o de video de que se había llevado a cabo el desmantelamiento, lo que era inaceptable para el Sinn Féin.
El 2 de septiembre de 2006, Martin McGuinness declaró públicamente que el Sinn Féin se negaría a participar en una asamblea en la sombra en Stormont, afirmando que su partido solo tomaría parte en negociaciones destinadas a restaurar un gobierno que comparte el poder. Este desarrollo siguió a la decisión de los miembros del Sinn Féin de abstenerse de participar en los debates desde el retiro de la Asamblea el pasado mes de mayo. A las partes relevantes de estas conversaciones se les dio una fecha límite del 24 de noviembre de 2006 para decidir si finalmente formarían o no el ejecutivo.
El boicot policial del Sinn Féin durante 86 años terminó en Irlanda del Norte el 28 de enero de 2007, cuando el Ard Fheis votó abrumadoramente por apoyar al Servicio de Policía de Irlanda del Norte (PSNI). Los miembros del Sinn Féin comenzaron a formar parte de las juntas de vigilancia y unirse a las asociaciones de vigilancia del distrito. Hubo oposición a esta decisión dentro del Sinn Féin, y algunos miembros se fueron, incluidos los representantes elegidos. El oponente más conocido fue el exprisionero del IRA Gerry McGeough, quien se presentó en las elecciones de la Asamblea de 2007 contra el Sinn Féin en el distrito electoral de Fermanagh y South Tyrone, como republicano independiente. Atrajo el 1,8 % de los votos. Otros que se opusieron a este desarrollo se fueron a fundar la Red Republicana para la Unidad.
Inmediatamente después de las elecciones generales del Reino Unido en junio de 2017, donde los conservadores ganaron el 49 % de los escaños pero sin mayoría general, para que los partidos no convencionales pudieran tener una influencia significativa, Gerry Adams anunció para el Sinn Féin que sus parlamentarios elegidos continuarían la política de no jurando lealtad a la Reina, como se requeriría para que tomen asiento en el Parlamento de Westminster.
En 2017 y 2018 hubo denuncias de intimidación dentro del partido, lo que llevó a una serie de renuncias y expulsiones de miembros elegidos. En el Ard Fheis el 18 de noviembre de 2017, Gerry Adams anunció que se retiraría como presidente del Sinn Féin en 2018 y no se presentaría a la reelección como TD para Louth.

### Desde 2018

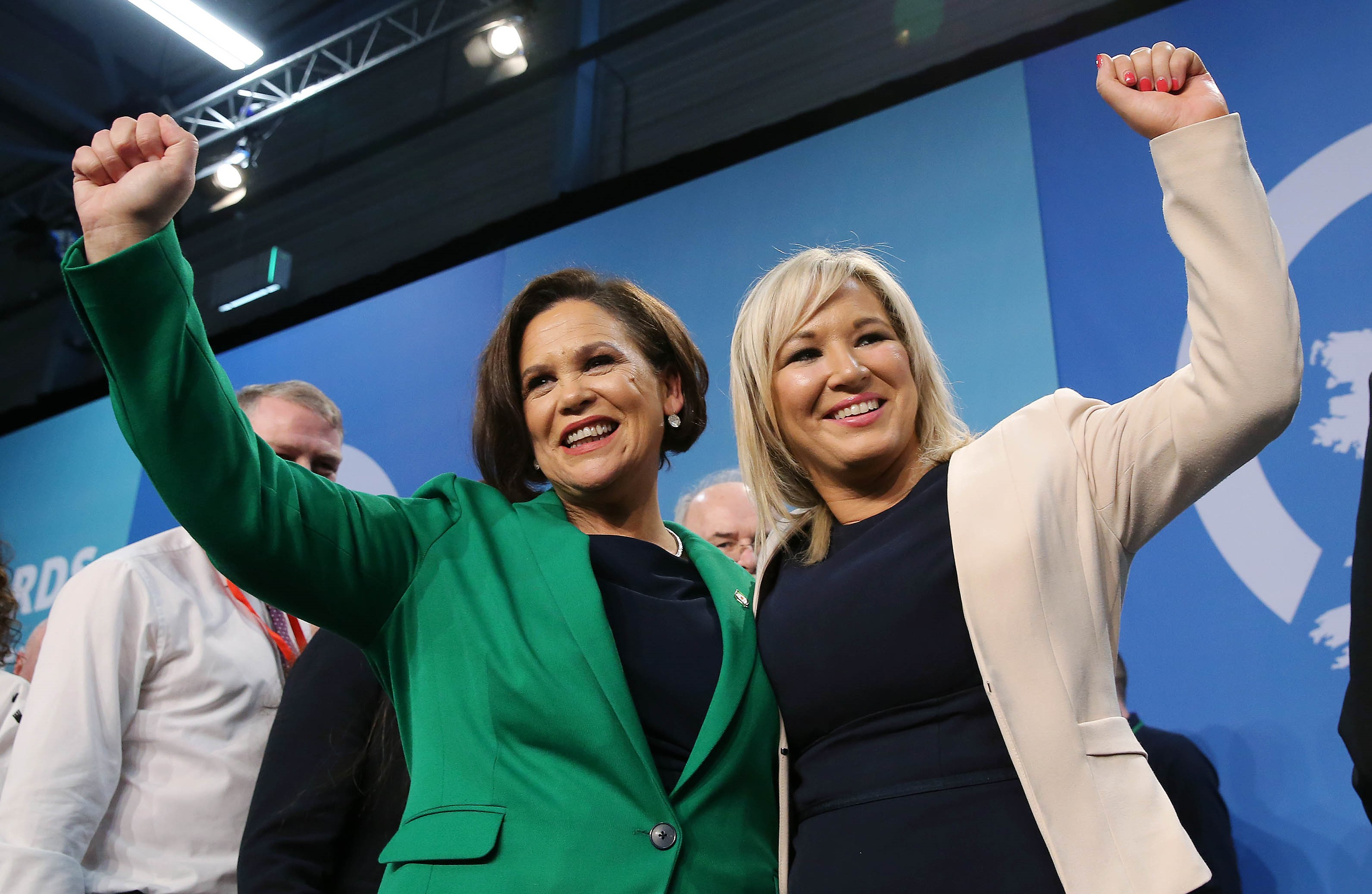
Mary Lou McDonald y Michelle O'Neill en febrero de 2018.

El 10 de febrero de 2018, Mary Lou McDonald fue anunciada como la nueva presidenta del Sinn Féin en un Ard Fheis especial en Dublín. Michelle O'Neill también fue elegida vicepresidenta del partido. McDonald ha dejado en claro que, como Presidenta del Sinn Féin, su ambición es estar en el gobierno norte y sur, y está dispuesta a trabajar en coalición como el partido principal o menor del gobierno en la jurisdicción sur, un cambio en la política en comparación con la ambición de Adams gobernar como gobierno minoritario en las Oireachtas.
El Sinn Féin se opone a que Irlanda del Norte abandone la Unión Europea junto con el resto del Reino Unido, y Martin McGuinness sugirió un referéndum sobre la reunificación de Irlanda inmediatamente después de que se anunciaran los resultados del referéndum de membresía de la Unión Europea del Reino Unido de 2016, una postura que luego fue reiterada por Mary Lou McDonald como una forma de resolver los problemas fronterizos planteados por el Brexit.
En las elecciones generales irlandesas de 2020, el partido consiguió su mejor resultado electoral al obtener el 24,5 % de los votos y superar al Fianna Fáil y al Fine Gael. Este éxito se debe principalmente a su programa de ruptura con las políticas de austeridad de los sucesivos gobiernos de Dublín: reducción y congelación de los alquileres, construcción de viviendas sociales, inversión en hospitales públicos, negativa a retrasar la edad de jubilación, etc.

## Vínculos con paramilitares republicanos
El Sinn Féin es el mayor partido político republicano irlandés y estuvo históricamente asociado con el IRA, al tiempo que también estuvo asociado con el IRA Provisional en la encarnación moderna del partido. El gobierno irlandés alegó que altos miembros del Sinn Féin han ocupado cargos en el Consejo del Ejército del IRA. Sin embargo, el liderazgo del partido ha negado estas afirmaciones. El gobierno de los Estados Unidos ha hecho acusaciones similares.
Un documento republicano de principios de la década de 1980 decía: "Tanto el Sinn Féin como el IRA desempeñan papeles diferentes pero convergentes en la guerra de liberación nacional. El Ejército Republicano Irlandés emprende una campaña armada... El Sinn Féin mantiene la guerra de propaganda y es el público y voz política del movimiento". El gobierno británico declaró en 2005 que "siempre habíamos dicho todo el tiempo, creíamos que el Sinn Féin y el IRA estaban inextricablemente vinculados y eso tenía implicaciones obvias a nivel de liderazgo".
El robo de £26.5 millones del Banco del Norte en Belfast en diciembre de 2004 retrasó aún más un acuerdo político en Irlanda del Norte. El IRA fue ampliamente culpado por el robo, aunque el Sinn Féin lo negó y declaró que los funcionarios del partido no sabían del robo, pero no lo condenaron públicamente. Debido al momento del robo, se considera que los planes para el robo deben haberse establecido mientras el Sinn Féin estaba en conversaciones sobre un posible acuerdo de paz. Esto minó la confianza entre los unionistas sobre la sinceridad de los republicanos para llegar a un acuerdo. A raíz de la disputa por el robo, surgió una nueva controversia cuando, en el programa Questions and Answers de RTÉ, el presidente del Sinn Féin, Mitchel McLaughlin, insistió en que el controvertido asesinato del IRA de una madre de diez niños pequeños, Jean McConville, a principios de la década de 1970, aunque "equivocado", no era un delito, ya que había tenido lugar en el contexto del conflicto político. Políticos de la República, junto con los medios de comunicación irlandeses, atacaron fuertemente los comentarios de McLaughlin.
El 10 de febrero de 2005, la Comisión de Monitoreo Independiente (IMC) designada por el gobierno informó que apoyaba firmemente las evaluaciones del PSNI y Garda Síochána de que el IRA era responsable del robo del Banco del Norte y que ciertos miembros de alto rango del Sinn Féin también eran miembros de alto rango del IRA y lo harían he tenido conocimiento y aprobado la realización del robo. El Sinn Féin ha argumentado que el IMC no es independiente, y que la inclusión del exlíder del Partido de la Alianza John Alderdice y un jefe de seguridad británico fue prueba de ello. El IMC recomendó nuevas sanciones financieras contra los miembros del Sinn Féin de la Asamblea de Irlanda del Norte. El gobierno británico respondió diciendo que pediría a los parlamentarios que voten para retirar las asignaciones parlamentarias de los cuatro parlamentarios del Sinn Féin elegidos en 2001.
Gerry Adams respondió al informe del IMC desafiando al gobierno irlandés para que lo arrestaran por ser miembro del IRA, un delito en ambas jurisdicciones, y por conspiración. El 20 de febrero de 2005, el ministro irlandés de Justicia, Igualdad y Reforma Legislativa, Michael McDowell, acusó públicamente a tres de los líderes del Sinn Féin, Gerry Adams, Martin McGuinness y Martin Ferris (TD para Kerry North) de estar en el Consejo del Ejército del IRA de siete hombres; luego negaron esto.
El 27 de febrero de 2005, se realizó una manifestación contra el asesinato de Robert McCartney el 30 de enero de 2005 en el este de Belfast. Los parientes de McCartney le dijeron a Alex Maskey, exalcalde de Belfast por el Sinn Féin, que "entregara a los 12" miembros del IRA involucrados. La familia McCartney, aunque anteriormente eran votantes del Sinn Féin, instó a los testigos del crimen a contactar al PSNI. Tres hombres del IRA fueron expulsados de la organización y un hombre fue acusado del asesinato de McCartney. El irlandés Taoiseach Bertie Ahern posteriormente llamó al Sinn Féin y al IRA "ambas caras de la misma moneda". El ostracismo oficial del Sinn Féin se mostró en febrero de 2005 cuando el Dáil Éireann aprobó una moción condenando la supuesta participación del partido en actividades ilegales. El presidente de Estados Unidos, George W. Bush, y el senador Edward Kennedy se negaron a reunirse con Gerry Adams mientras se reunían con la familia de Robert McCartney.
El 10 de marzo de 2005, la Cámara de los Comunes de Londres aprobó sin oposición significativa una moción, presentada por el gobierno británico, para retirar las asignaciones de los cuatro parlamentarios del Sinn Féin por un año, en respuesta al robo del Banco del Norte. Esta medida le costó al partido aproximadamente £400 000. Sin embargo, el debate previo a la votación rodeó principalmente los eventos más recientes relacionados con el asesinato de Robert McCartney. Los conservadores y los sindicalistas presentaron enmiendas para que los parlamentarios del Sinn Féin fueran desalojados de sus oficinas en la Cámara de los Comunes, pero fueron derrotados. En marzo de 2005, Mitchell Reiss, enviado especial de los Estados Unidos para Irlanda del Norte, condenó los vínculos del partido con el IRA y dijo que "es difícil entender cómo un país europeo en el año 2005 puede tener un ejército privado asociado con un partido político".
La evaluación de octubre de 2015 sobre grupos paramilitares en Irlanda del Norte concluyó que el IRA Provisional todavía existía "en una forma muy reducida" y que algunos miembros del IRA creían que su Consejo del Ejército supervisaba al IRA y al Sinn Féin, aunque creía que el liderazgo "sigue siendo comprometido con el proceso de paz y su objetivo de lograr una Irlanda unida por medios políticos".

## Resultados electorales

### Asamblea de Irlanda del Norte
| Elecciones | Líder             | # de votos   | % de votos | Escaños | +/-         |
| ---------- | ----------------- | ------------ | ---------- | ------- | ----------- |
| 1921       | Éamon de Valera   | 104 917 (#2) | 20,5 %     | 6/52    |             |
| 1925       | Éamon de Valera   | 20 615 (#4)  | 5,3 %      | 2/52    | 4           |
| 1982       | Ruairí Ó Brádaigh | 64 191 (#4)  | 10,1 %     | 5/78    |             |
| 1996       | Gerry Adams       | 116 377 (#4) | 15,5 %     | 17/110  | 12          |
| 1998       | Gerry Adams       | 142 858 (#4) | 17,7 %     | 18/108  | 1           |
| 2003       | Gerry Adams       | 162 758 (#2) | 23,5 %     | 24/108  | 6           |
| 2007       | Gerry Adams       | 180 573 (#2) | 26,2 %     | 28/108  | 4           |
| 2011       | Martin McGuinness | 178 222 (#2) | 26,93 %    | 29/108  | 1           |
| 2016       | Martin McGuinness | 166 785 (#2) | 24,0 %     | 28/108  | 1           |
| 2017       | Michelle O'Neill  | 224 245 (#2) | 27,9 %     | 27/90   | 1           |
| 2022       | Michelle O'Neill  | 250 388 (#1) | 29,0 %     | 27/90   | Sin cambios |

### Dáil Éireann
| Elecciones | Líder                          | # de votos   | % de votos | Escaños | +/- | Gobierno            |
| ---------- | ------------------------------ | ------------ | ---------- | ------- | --- | ------------------- |
| 1918       | Éamon de Valera                | 476 087 (#1) | 46,9 %     | 73/105  |     | Mayoría absoluta    |
| 1921       | Éamon de Valera                |              |            | 124/128 | 51  | Mayoría absoluta    |
| 1922       | Michael Collins (Pro-Tratado)  | 239 195 (#1) | 38,48 %    | 58/128  |     | Gobierno en minoría |
| 1922       | Éamon de Valera (Anti-Tratado) | 135 310 (#2) | 21,77 %    | 36/128  |     | Abstencionismo      |
| 1923       | Éamon de Valera                | 288 794 (#2) | 27,40 %    | 44/153  | 8   | Abstencionismo      |
| Jun.-1927  | John J. O'Kelly                | 41 401 (#6)  | 3,61 %     | 5/153   | 39  | Abstencionismo      |
| 1954       | Margaret Buckley               | 1 990 (#6)   | 0,1 %      | 0/147   |     | Extraparlamentario  |
| 1957       | Paddy McLogan                  | 65 640 (#4)  | 5,3 %      | 4/147   | 4   | Abstencionismo      |
| 1961       | Paddy McLogan                  | 36 396 (#4)  | 3,1 %      | 0/144   | 4   | Extraparlamentario  |
| Feb.-1982  | Ruairí Ó Brádaigh              | 16 894 (#5)  | 1,0 %      | 0/166   |     | Extraparlamentario  |
| 1987       | Gerry Adams                    | 32 933 (#6)  | 1,9 %      | 0/166   |     | Extraparlamentario  |
| 1989       | Gerry Adams                    | 20 003 (#7)  | 1,2 %      | 0/166   |     | Extraparlamentario  |
| 1992       | Gerry Adams                    | 27 809 (#6)  | 1,6 %      | 0/166   |     | Extraparlamentario  |
| 1997       | Gerry Adams                    | 45 614 (#6)  | 2,5 %      | 1/166   | 1   | Oposición           |
| 2002       | Gerry Adams                    | 121 020 (#4) | 6,5 %      | 5/166   | 4   | Oposición           |
| 2007       | Gerry Adams                    | 143 410 (#4) | 6,94 %     | 4/166   | 1   | Oposición           |
| 2011       | Gerry Adams                    | 220 661 (#4) | 9,9 %      | 14/166  | 10  | Oposición           |
| 2016       | Gerry Adams                    | 295 319 (#3) | 13,8 %     | 23/158  | 9   | Oposición           |
| 2020       | Mary Lou McDonald              | 535 595 (#1) | 24,5 %     | 37/160  | 14  | Oposición           |
| 2024       | Mary Lou McDonald              |              |            |         |     |                     |

### Elecciones a la Cámara de los Comunes
| Elecciones | # de votos | % de votos (Irlanda del Norte) | Escaños (Irlanda del Norte) | +/-         |
| ---------- | ---------- | ------------------------------ | --------------------------- | ----------- |
| 1924       | 34 181     | 9,9 (#2)                       | 0/13                        |             |
| 1950       | 23 122     | 4,2 (#5)                       | 0/12                        |             |
| 1955       | 152 310    | 23,6 (#2)                      | 2/12                        |             |
| 1959       | 63 415     | 11,0 (#2)                      | 0/12                        | 2           |
| 1983       | 102 701    | 13,4 (#4)                      | 1/17                        |             |
| 1987       | 83 389     | 11,5 (#4)                      | 1/17                        | Sin cambios |
| 1992       | 78 291     | 10,0 (#4)                      | 0/17                        | 1           |
| 1997       | 126 921    | 16,1 (#3)                      | 2/18                        | 2           |
| 2001       | 175 933    | 21,7 (#3)                      | 4/18                        | 2           |
| 2005       | 174 530    | 24,3 (#2)                      | 5/18                        | 1           |
| 2010       | 171 942    | 25,5 (#1)                      | 5/18                        | Sin cambios |
| 2015       | 176 232    | 24,5 (#2)                      | 4/18                        | 1           |
| 2017       | 238 915    | 29,4 (#2)                      | 7/18                        | 3           |
| 2019       | 181 853    | 22,8 (#2)                      | 7/18                        | Sin cambios |
| 2024       | 210 891    | 27,0 (#1)                      | 7/18                        | Sin cambios |